# Pilar Manchón Portillo
Pilar Manchón Portillo (Sevilla, 1972). Empezó sus estudios de Filología Inglesa en la Universidad de Sevilla en 1997. Cursó su último año en la Mercator Hogeschool (Bélgica), como becaria Erasmus. Obtuvo la beca del Consejo Británico y La Caixa, lo que le permitió estudiar un máster en Ciencia Cognitiva y Lenguaje en la Universidad de Edimburgo. Más adelante, consiguió una beca Fullbright, lo que le permitió formar parte de un programa de investigación postdoctoral en Lingüística Computacional de la Universidad de Stanford. Durante este tiempo, colaboró como miembro internacional en la empresa SRI International, en el departamento de Inteligencia Artificial y en el grupo Spoken Systems Group. Durante el año 2000 se unió a una startup de Boca Ratón (Florida), donde ocupó los puestos de Lingüista Computacional Senior y Arquitecta Tecnológica.
Pilar es doctora en Lingüística Computacional, dentro de la especialidad de sistemas de diálogo multimodals Inteligentes. También se formó en administración y gestión de empresas en el Santo Elm International Institute y en la Sloan School of Management del MIT. Tiene un máster en Internalització de Negocios por el EOI.
El año 2005, Pilar trabajó conjuntamente con el investigador Gabriel Amores, fundando una compañía en Sevilla: INDISYS (Intelligent Dialogue Systems), una empresa con 20 empleados dedicada al desarrollo de agentes virtuales Inteligentes con capacidades de conversación parecidas a las humanas. Pilar obtuvo 5 millones de euros en capital y subvenciones que le permitieron desarrollar y dar impulso a su negocio y expandirlo internacionalmente en Chile, el Reino Unido, Italia, Argentina y Nueva Zelanda. Fundó un equipo de profesionales cualificados y desarrolló una cultura empresarial basada en el crecimiento personal y profesional, en la confianza, el respeto y la excelencia. Además de todo esto, fue la encargada de dirigir y aplicar la estrategia con la cual Indisys se convirtió en líder de mercado, dentro del ámbito de las tecnologías de interacción persona-ordenador. Indisys obtuvo un alto grado de reconocimiento y una sólida reputación, gracias a la calidad de su servicio y a las soluciones que puso a disposición de los usuarios. Sus tecnologías y herramientas de procesamiento del lenguaje natural y de gestión de diálogo han sido reconocidas con diversos premios a escala internacional. Cuando se encontraba en pleno proceso de expansión internacional, Indisys se convirtió en la primera empresa española que fue adquirida por el gigante Intel.
Pilar ocupó el lugar de directora general del departamento de Voz y Asistencia Digital del Cliente Computing Group de Intel. En el año 2016, se incorporó a Amazon, una de las empresas líderes del comercio mundial, donde ocupa el cargo de directora de interfaces cognitivas. Compagina su carrera profesional con la actividad de oradora motivacional. Habla, además, inglés, italiano, neerlandés y un poco de alemán. En febrero de 2025 se le nombró Hija Predilecta de Andalucía.